# 赤目城
赤目城（あかめじょう）は、愛知県愛西市赤目町にあった日本の城（平城）。

## 歴史
明応2年（1493年）地元の豪族で北条時行の末裔、横井時永が築城し一族を率いて現在の元赤目に居住し、延宝3年（1675年）この地に移住した。
2代目城主、横井時勝は足利義輝の家臣に加わり、3代目城主の横井時延は織田信長の家臣に加わった。その後、4代目城主、横井時泰は織田信長・織田信雄・豊臣秀吉・徳川家康に属した。
横井時延の三男、横井治太夫は紀州徳川家に属し、自ら紀州横山家を起こして分家し、横井時延の四男、五男の横井時朝、横井時久は関ヶ原の戦いにより時朝は海西郡藤ヶ瀬村で1200石を得て藤ヶ瀬横井家を起こして分家し、時久は中島郡祖父江村で1900石を得て祖父江横井家を起こし現在に至る。
江戸時代になると横井氏は代々、尾張藩主の重臣として働き、給人として特別な待遇を受けて明治時代に至る。
現在では城門が一心寺に移築され、付近にある赤城神社が城跡の遺跡とされており（遺跡番号393001）、城に関する説明版が置かれている。

## 現地情報

### 所在地
- 愛知県愛西市赤目町杉土居90

### 交通アクセス
鉄道
- 名鉄尾西線町方駅より北西へ徒歩約40分